# Gobernador Julio A. Costa
Gobernador Julio A. Costa (o Gobernador Costa) es una localidad argentina del partido de Florencio Varela, en la zona sur del Gran Buenos Aires.
El estadio Norberto Tomaghello perteneciente al club local Defensa y Justicia, el corralón municipal (en el que también funciona Zoonosis) y el Aeródromo de Florencio Varela se ubican en esta localidad.
Muchas de sus calles llevan nombres tradicionalistas, como "El Poncho", "La Pulpería", "El Gaucho", "El Pampero" o "Los Charrúas"; y de árboles autóctonos del país, como "Los Tilos", "El Ombú" o "Los Algarrobos".

## Nombre

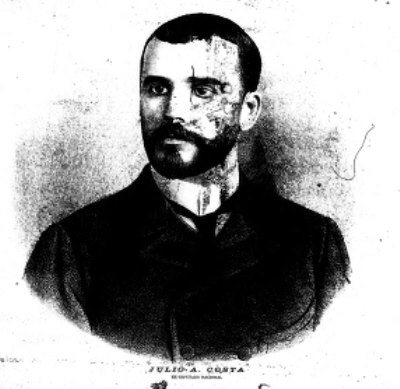
Julio A. Costa.

Debe su nombre a Julio A. Costa, escritor, periodista y político argentino. Ejerció el cargo de Gobernador de Buenos Aires entre 1890 y 1893.

## Historia
La historia de Gobernador Costa está ligada a la de Florencio Varela y principalmente a la de la Estación Ardigó.
El ramal fue inaugurado en 1884, la parada fue habilitada como km 26,700 y por muchísimos años fue un simple apeadero. Con el correr de los años toda esa zona eminentemente rural, se fue poblando densamente y adquirió el carácter de estación.

## Geografía

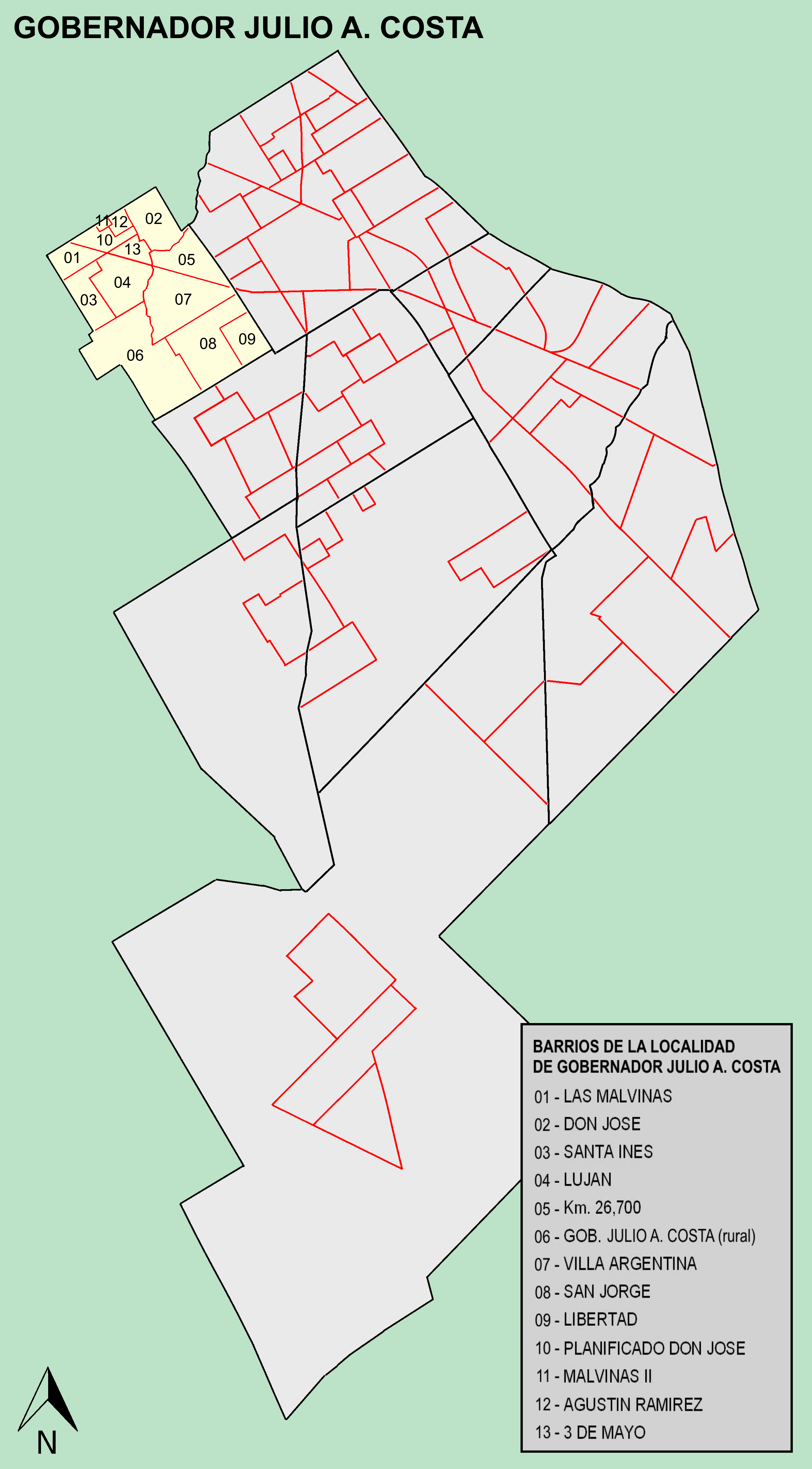
Ubicación y barrios de Gobernador A. Costa en el partido de Florencio Varela.

Al norte la calle Gdor. Monteverde separa esta localidad de Claypole y San Francisco Solano del partido de Almirante Brown, y la Avenida Donato Álvarez y el arroyo Las Piedras la separa de la parte de San Francisco Solano que pertenece a Quilmes, al este limita con la localidad de Florencio Varela separada por la Avenida Padre Obispo Jorge Novak, al sur la Avenida Humahuaca delimita con las localidades de  Villa Santa Rosa y Ministro Rivadavia, esta última del partido de Almirante Brown; y al oeste la Avenida Blas Parera y las calles Dr. Irineo Portela, Humahuaca y Cjal. Amador Villaabrille separan a Gobernador Costa de  San Francisco de Asís y Ministro Rivadavia, también de Almirante Brown.

## Educación

### Escuelas
Listado de escuelas públicas de la Localidad Gobernador Julio Costa:
- Nro. 9 "Constancio C. Vigil", Barrio km 26.700
- Nro. 27 "Pcia. de Tucumán", Barrio San Jorge
- Nro. 30 "Islas Malvinas", Barrio Las Malvinas
- Nro. 44 "Juana P. Manso", Barrio Luján
- Nro. 49 "Dr. Luis Pasteur", Barrio San Jorge
- Nro. 52 "Capitán Giacchino", Barrio Malvinas 2
- Nro. 56 "Sergio A. Robledo", Villa Argentina
- Nro. 60 "Nueva Generación", Barrio Don José

### Bibliotecas
- Biblioteca Popular Hugo del Carril || Barrio San Jorge

## Salud
Los centros de salud primaria del siguiente cuadro atienden en la localidad:
- Centro de salud Don José, Barrio Don José
- Centro de salud "Ernesto Scrocchi", Barrio Km 26,700
- Centro de salud "Padre Carlos Mugica", Barrio Luján
- Unid. Sanit. Las Malvinas, Barrio Las Malvinas
- Unid. Sanit. "Dr. Saúl Glogier", Barrio San Jorge
- Unid. Sanit. Villa Argentina, Villa Argentina

## Transporte

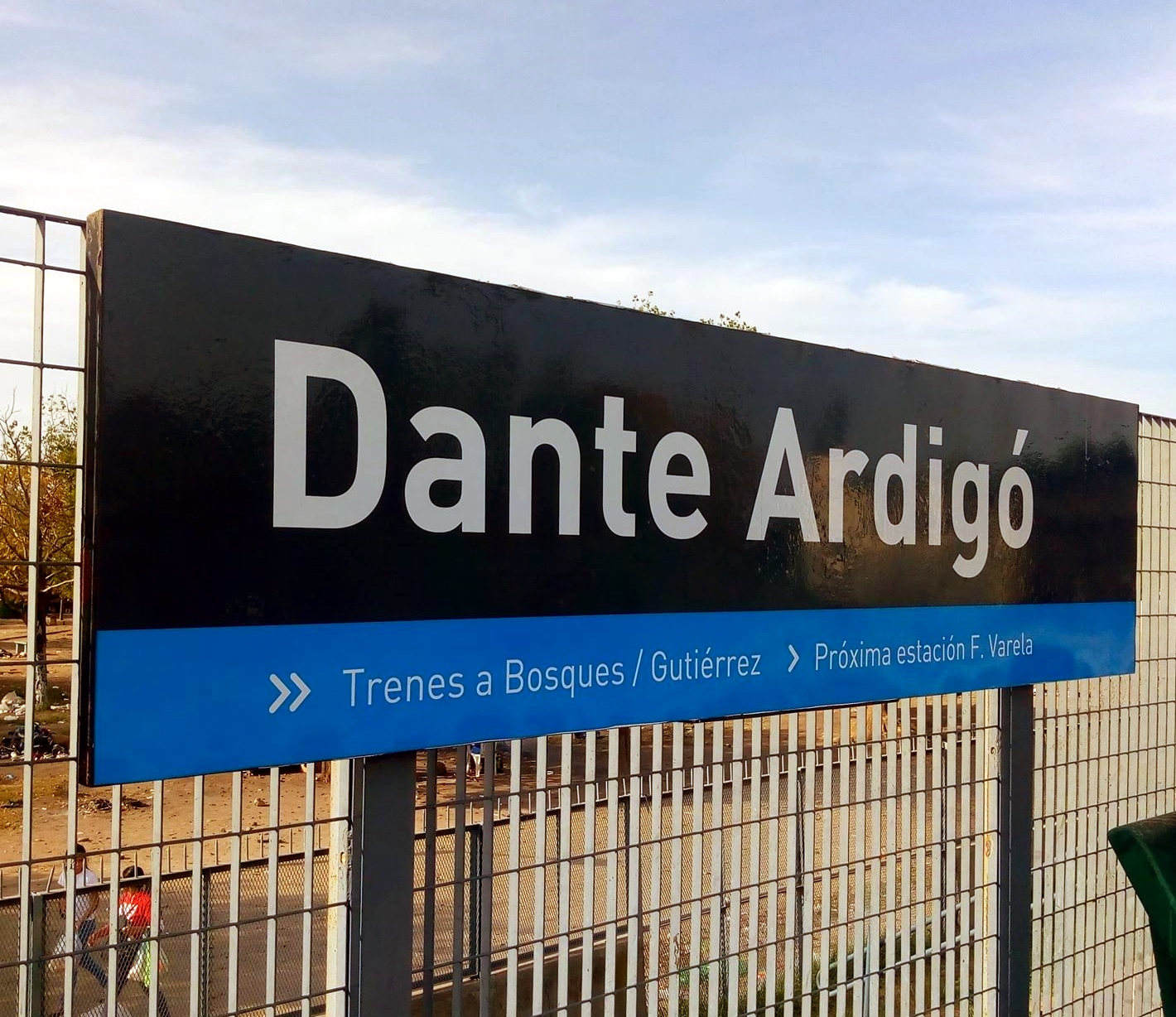
Estación Dante Ardigó.

Las principales vías de acceso a la localidad son la Avenida Donato Álvarez, la Avenida Padre Obispo Jorge Novak, la calle El Malambo y la calle El Aljibe.

### Transporte automotor
La línea de colectivo que sirve a esta zona es la 383 con sus únicos ramales 7 y 9. Conectan a Gobernador Julio A. Costa con Florencio Varela y Claypole.

### Ferrocarril
La estación Ing. Dante Ardigó (Coloquialmente llamada "El kilómetro" o "Kilómetro 26") fue construida en 1970 y es una estación intermedia del servicio eléctrico metropolitano de la Línea General Roca del ramal Vía Circuito.

## Galería de imágenes

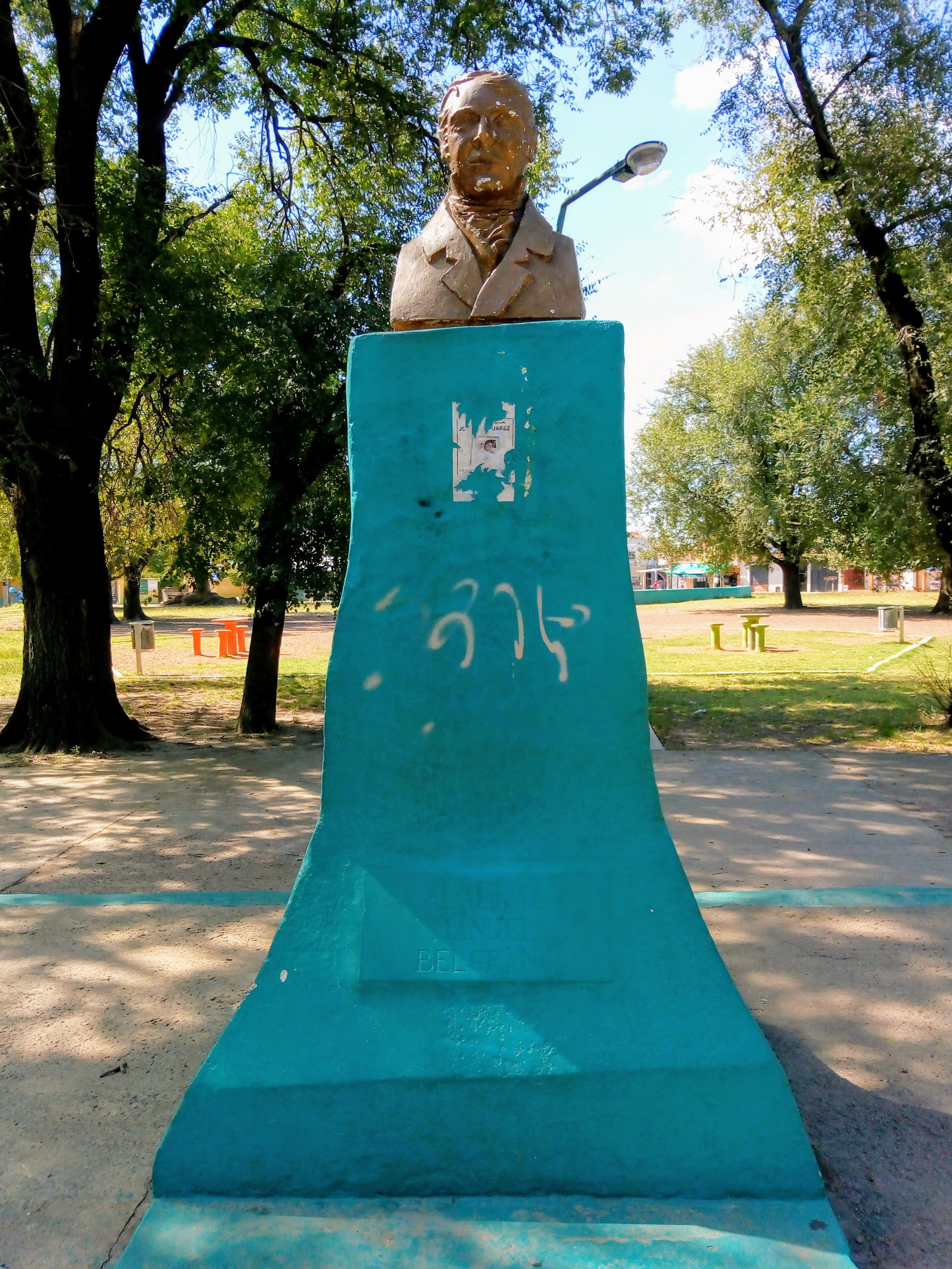
Busto del Gral. Manuel Belgrano ubicado en la plaza homónima.
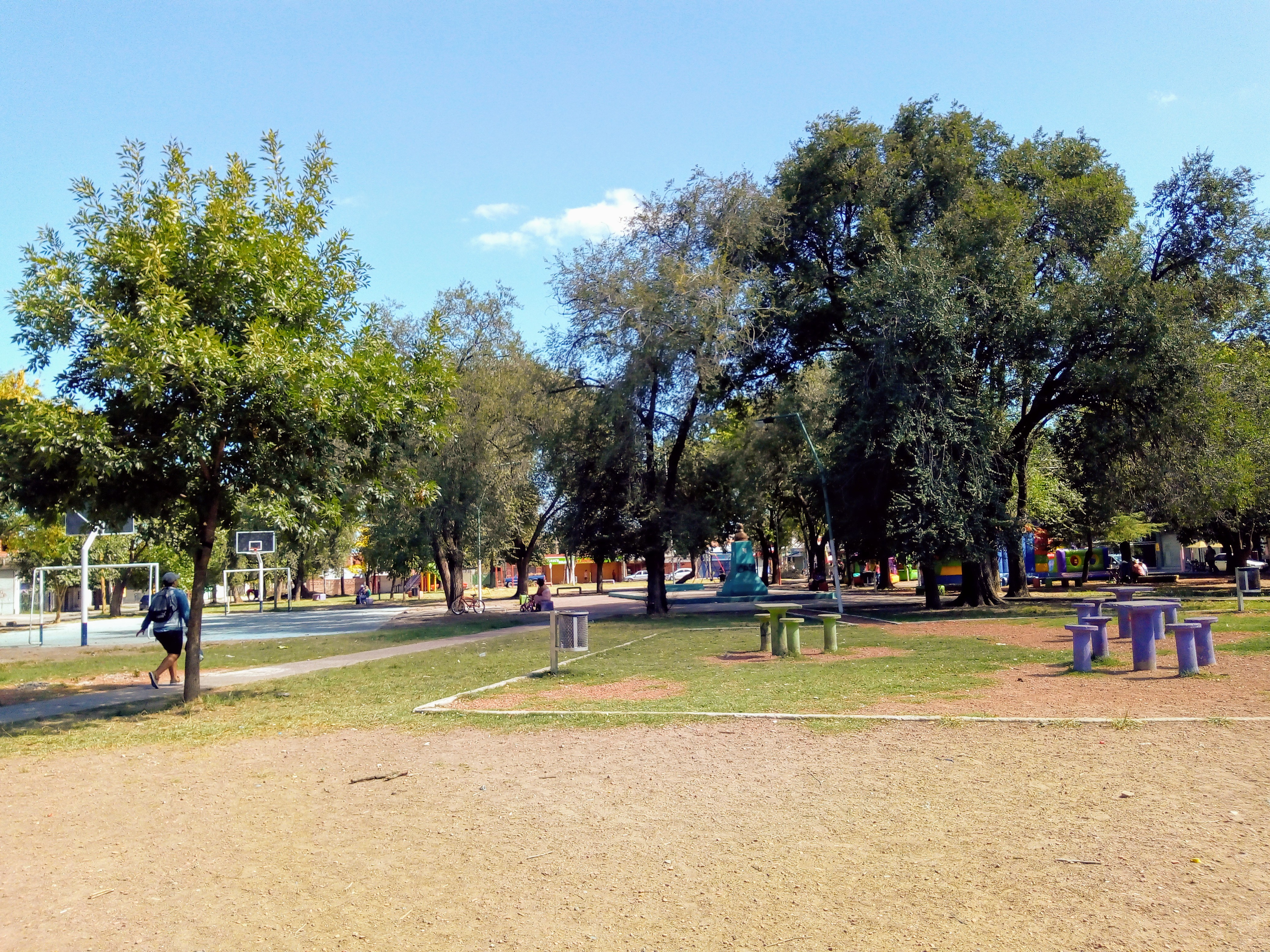
Plaza General Manuel Belgrano.
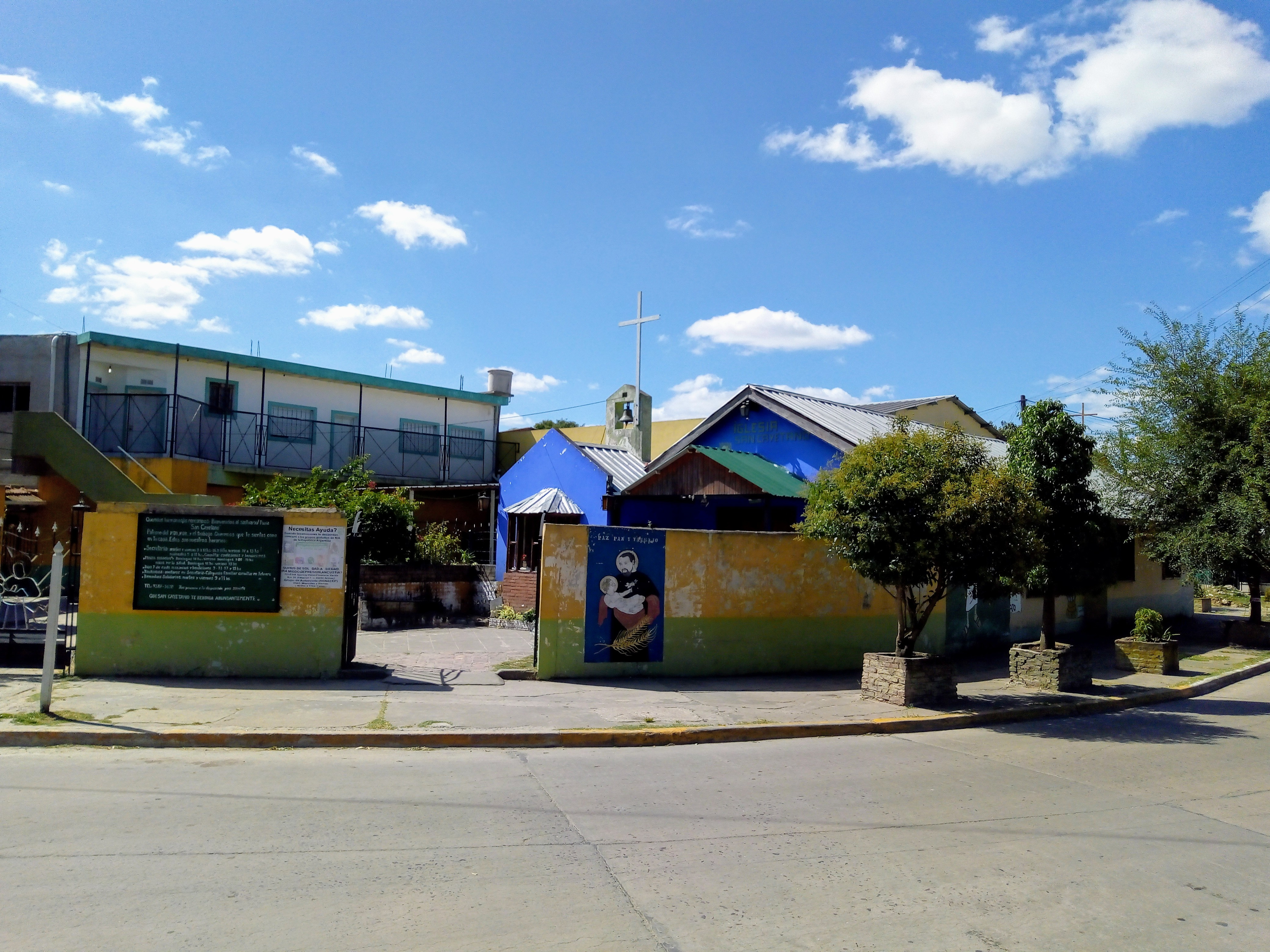
Santuario San Cayetano.
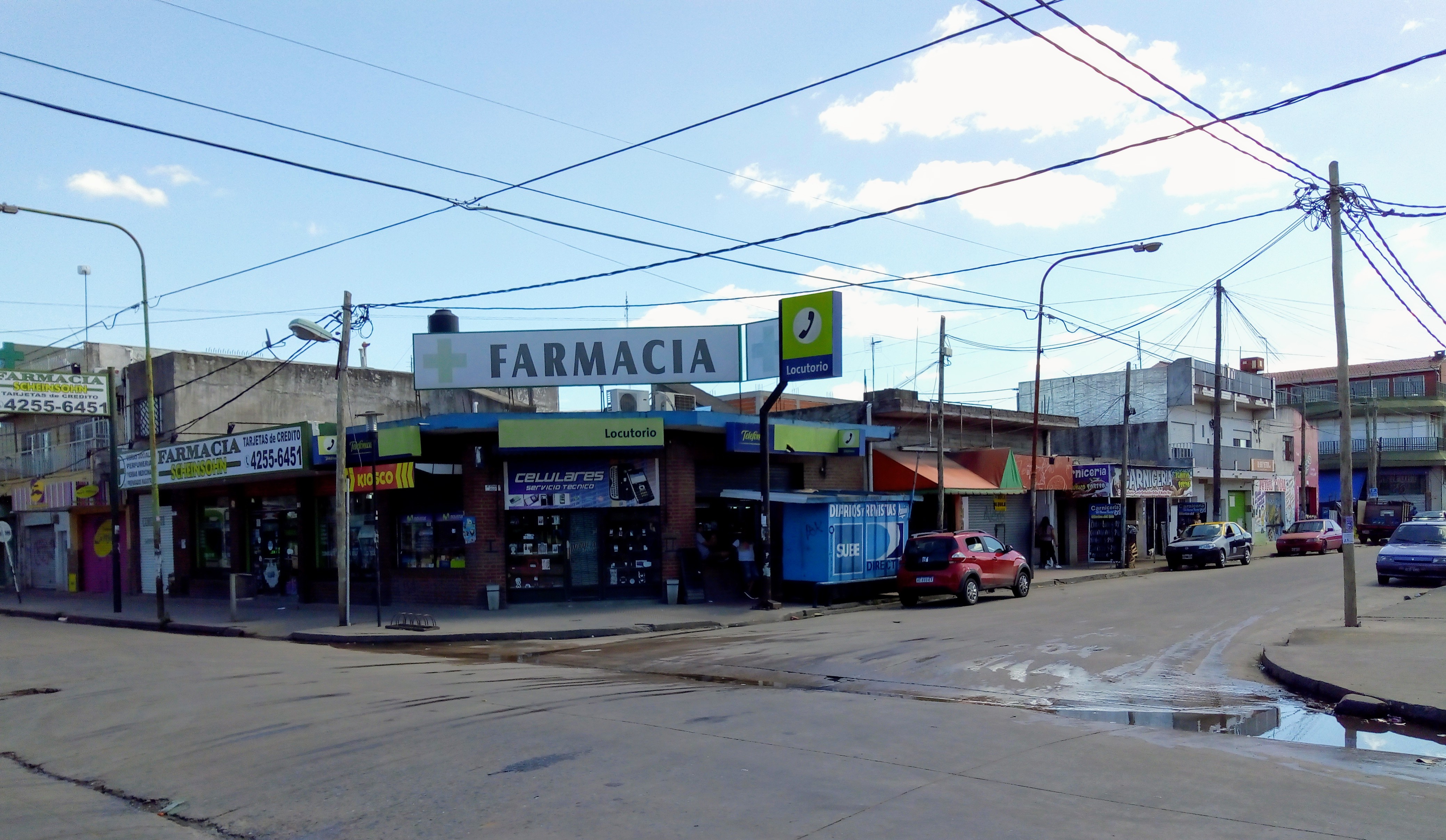
Sector comercial en la esquina de El Aljibe y Zonda.
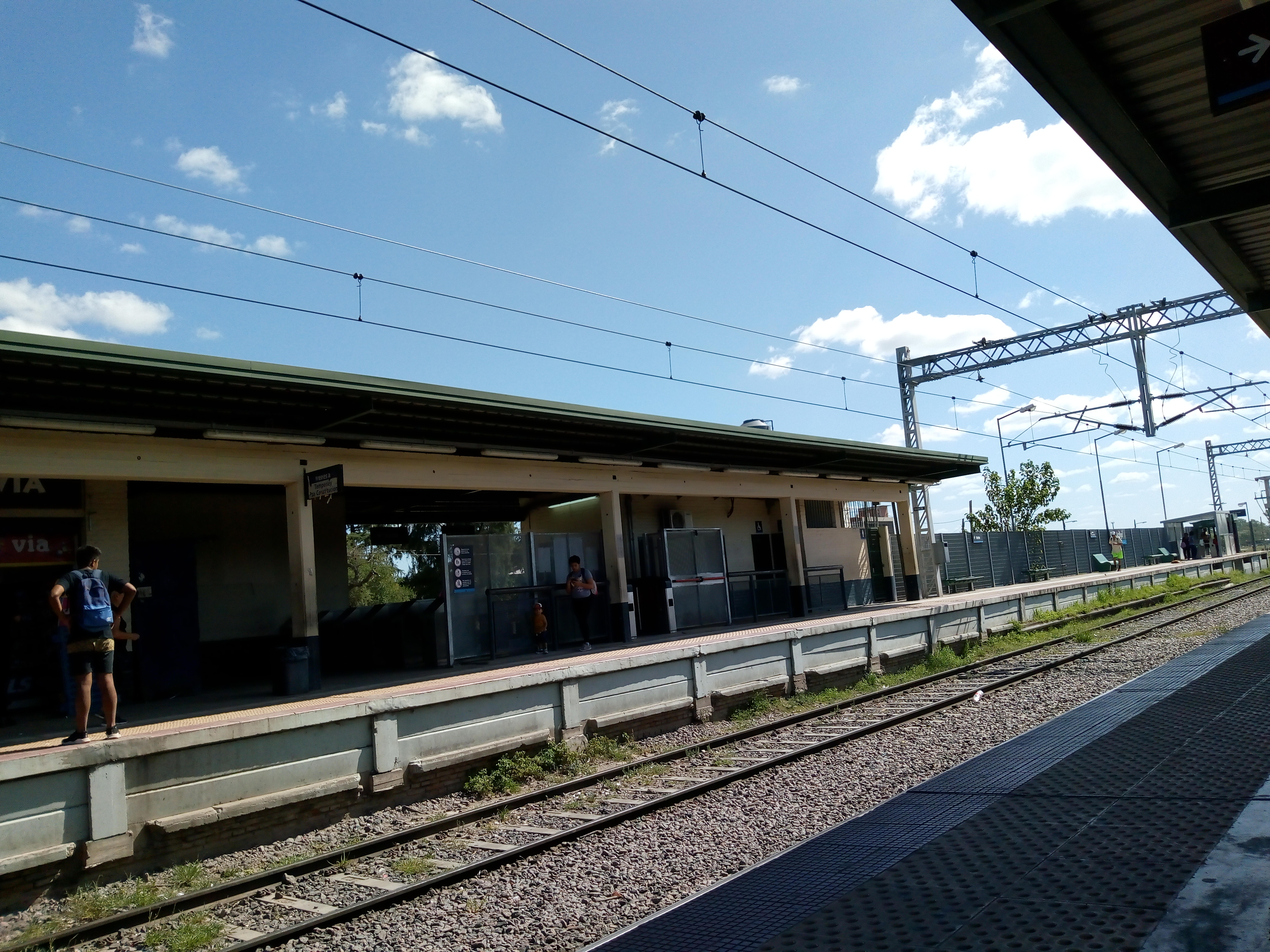
Estación Ing. Dante Ardigó.
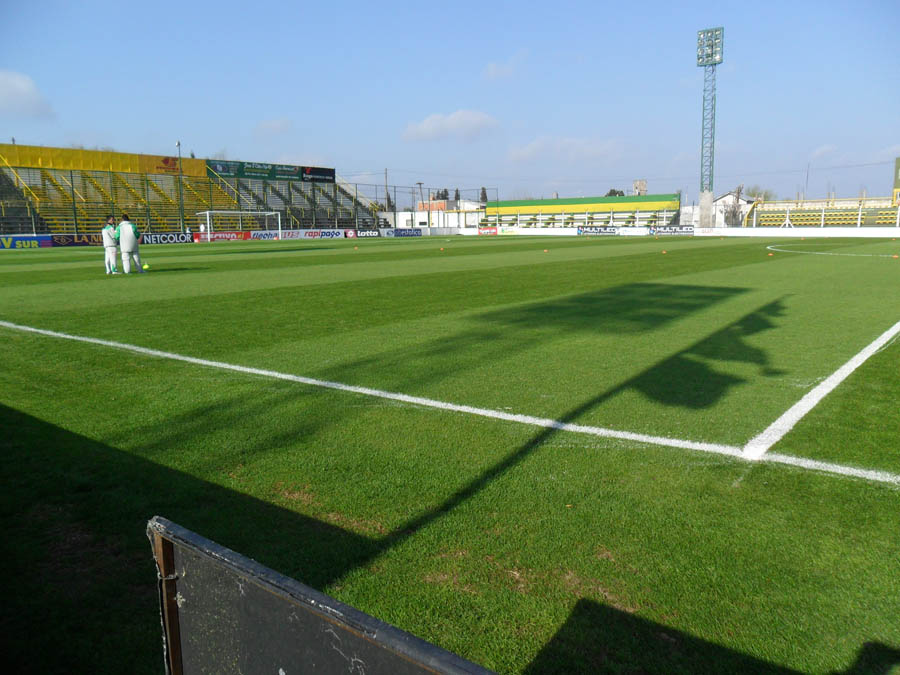
Estadio Norberto Tomaghello.